# Oophaga speciosa
Oophaga speciosa jest izumrla vrsta iz porodice otrovnih žaba Dendrobatidae, endemska u istočnim predjelima planinskog lanca Cordillera de Talamanca na zapadu Paname. Prirodna su joj staništa bila vlažne nizine i planinske šume.

## Izgled
Za života je crvene boje, a koža joj je glatka, izuzev stražnjeg dijela trbuha i unutrašnjeg područja bedara. Timpan im je okrugao i promjera malo većeg od polumjera oka.

## Izumiranje
Vrsta je bila uobičajena na malenom području svoga staništa, no danas se vodi kao izumrla. Izumrla je zbog vrste gljivice imena Batrachochytrium dendrobatidis, koja u vodozemaca uzrokuje hitridiomikozu, smrtonosnu bolest odgovornu za velik pad u broju vodozemaca diljem svijeta. Gljivica se po regiji proširila nekoliko godina nakon posljednjeg zabilježenog posvjedočenja 1992. godine. Unatoč nekoliko sveobuhvatnih istraživanja provedenih na njihovom prirodnom staništu narednih desetljeća, vrstu (inače lako vidljivu i diurnalnu) nije bilo moguće ponovno pronaći te ju se 2020. godine proglasilo izumrlom.

## Vanjske poveznice
- Oophaga speciosa (Schmidt, 1857) – AmphibiaWeb
- Splendid poison frog – Encyclopedia of Life